# Wagner Basílio
Wagner Basílio (São Paulo, 16 de novembro de 1959 – São Paulo, 15 de julho de 2025) foi um futebolista brasileiro que atuava como zagueiro.

## Carreira
Iniciou sua carreira futebolística no Corinthians. Pelo clube. foi campeão do Paulistão de 1979, 1982 e 1983.
Nos anos 1985-1987 jogou pelo São Paulo, onde conquistou o Campeonato Brasileiro 1986 e o Campeonato Paulista 1987.
Teve passagens em 1987 pelo Sport e Bahia onde foi semifinalista do Brasileiro de 1990 e venceu o estadual de 1991. 
Em 20 de novembro de 2017, foi apresentado como novo coordenador técnico do Humaitá para a temporada 2018.

## Morte
O ex-jogador morreu na noite de 15 de julho de 2025 aos 65 anos, ele sofria de insuficiência renal e há quatro anos precisou fazer um transplante.

## Títulos
Corinthians
- Campeonato Paulista: 1979, 1982, 1983[1]

São Paulo
- Campeonato Paulista: 1987
- Campeonato Brasileiro: 1986[1]

Seleção Brasileira
- Campeão Jogos Pan-Americanos: 1979[2]